# Ronhof

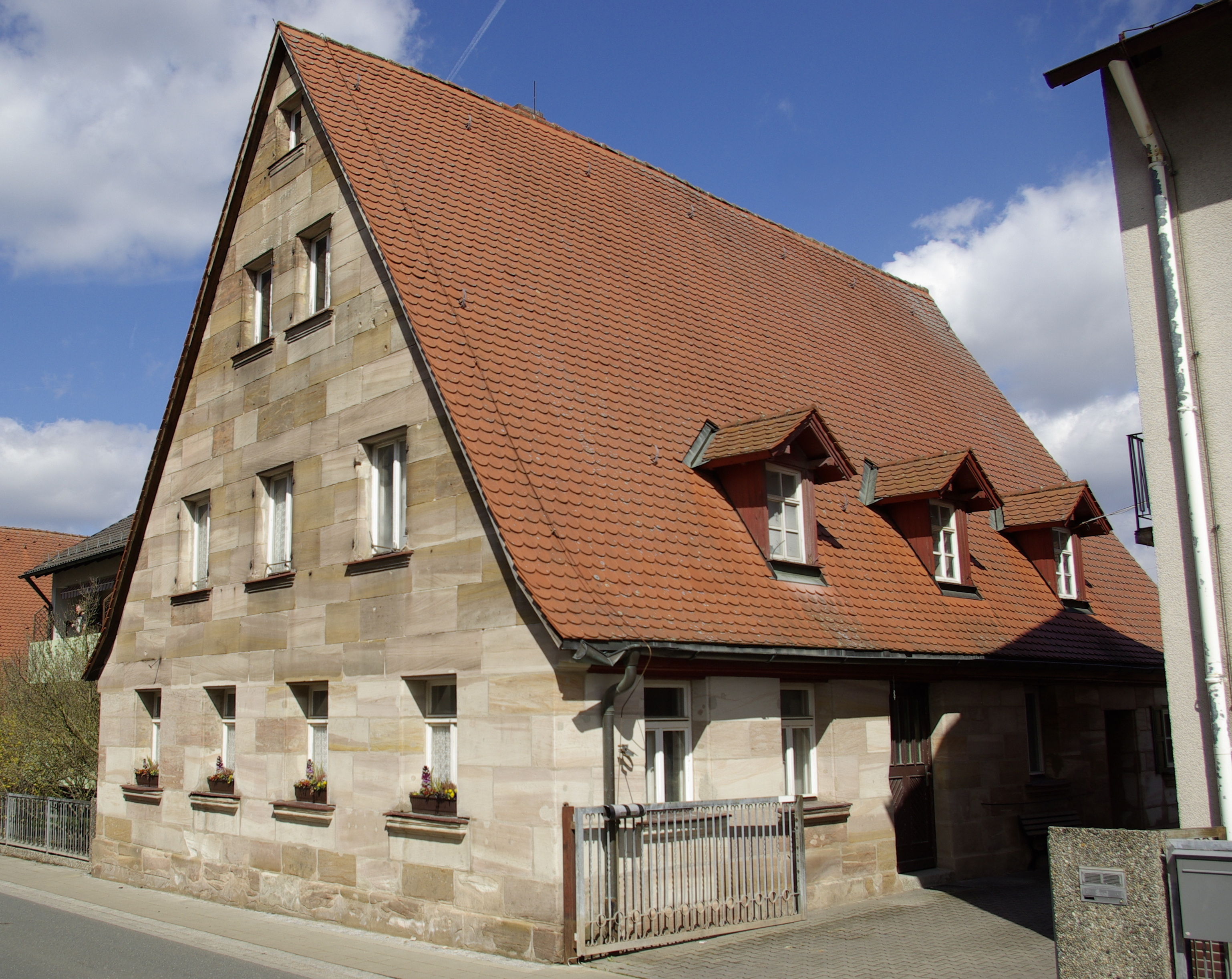
Wohnstallhaus im Altort (2015)

Ronhof  (fränkisch: Ron-huhf und af Fro-huhf) ist ein Gemeindeteil der kreisfreien Stadt Fürth (Mittelfranken, Bayern). Die Gemarkung Ronhof hat eine Fläche von 2,977 km². Sie ist in 1902 Flurstücke aufgeteilt, die eine durchschnittliche Fläche von 1565,39 m² haben. In ihr liegt neben dem namensgebenden Ort der Gemeindeteil Kronach. Seit dem in den 1950er Jahren einsetzenden Bauboom hat sich die Siedlungsfläche von ehemals drei Hektar auf etwa 1,5 km² vergrößert. Die ehemals landwirtschaftlich geprägte, dörfliche Struktur wandelte sich in den 1970er Jahren zu Gewerbeansiedlungen, (z. B. Franken Wohnland, 1979) und flächiger Eigenheimbebauung um.

## Geografie
Das Dorf liegt zwei Kilometer nordöstlich des historischen Fürther Stadtkernes auf einer Höhe von 299 m ü. NHN direkt unter der Einflugschneise des Nürnberger Flughafens. Nördlich fließt der Bucher Landgraben und östlich erstreckt sich das Knoblauchsland. Es bestehen der historische Kern Altronhof sowie Ronhof mit jüngerer Bebauung. Nördlich schließt Kronach an, Braunsbach nordöstlich, Höfles östlich, Poppenreuth südöstlich, die Nord- und Altstadt südlich, sowie Schwand westlich.
Eine Gemeindeverbindungsstraße verläuft nach Sack (0,7 km nordöstlich) bzw. zum Stadtteil Am Ronhof (1 km südwestlich). Eine weitere Gemeindeverbindungsstraße verläuft nach Kronach (0,4 km nordwestlich).
Die Bayerische Uraufnahme zeigt Rohnhof in den 1810er Jahren als ein Straßendorf mit 21 Herdstellen.

## Geschichte
Der Ort wurde im Berg’schen Reichslehenbuch von 1396 als „Ronhof“ erstmals urkundlich erwähnt. 1606 wurde der Ort erstmals auch als „Fronhoff“ erwähnt. Diese Form ist aus der Verschleifung von „auf Ronhof“ entstanden. Das Bestimmungswort des Ortsnamens ist das althochdeutsche Wort „rono“ (= gestürzter Baum) und verweist darauf, dass der Siedlungsraum durch Rodung gewonnen wurde.
Gegen Ende des 18. Jahrhunderts bestand Ronhof aus 17 Anwesen. Das Hochgericht übte das brandenburg-bayreuthische Oberamt Baiersdorf aus, was von der Reichsstadt Nürnberg bestritten wurde. Grundherren waren das bambergische Dompropsteiamt Fürth (4 Halbhöfe, 1 Gut) und die Nürnberger Eigenherren von Imhoff (2 Güter, 1 Seldengut), von Löffelholz (3 Halbhöfe, 2 Seldengütlein, 1 Wirtshaus) und von Oelhafen (2 Halbhöfe, 1 Gut). Die Dorf- und Gemeindeherrschaft wurde von den Grundherren abwechselnd übernommen.
Von 1797 bis 1806 unterstand der Ort der Polizeicommision Fürth, von 1806 bis 1810 dem Justiz- und Kammeramt Erlangen. Im Rahmen des Gemeindeedikts wurde Ronhof dem 1813 gebildeten Steuerdistrikt und der im selben Jahr gebildeten Ruralgemeinde Buch zugeordnet. Mit dem Zweiten Gemeindeedikt (1818) entstand die Ruralgemeinde Ronhof, zu der Kronach gehörte. Sie war in Verwaltung und Gerichtsbarkeit dem Landgericht Erlangen zugeordnet und in der Finanzverwaltung dem Rentamt Erlangen. In der freiwilligen Gerichtsbarkeit unterstanden 2 Anwesen von 1821 bis 1848 dem Patrimonialgericht (PG) Buchschwabach, 1 Anwesen von 1822 bis 1840 dem PG Buch und 8 Anwesen von 1825 bis 1835 dem PG Gibitzenhof. Ab 1862 gehörte Ronhof zum Bezirksamt Fürth und zum Landgericht Fürth (ab 1876 Stadt- und Landgericht Fürth, 1879 in Amtsgericht Fürth umbenannt). Die Finanzverwaltung wurde 1871 vom Rentamt Fürth übernommen (1919 in Finanzamt Fürth umbenannt). Die Gemeinde hatte 1904 eine Gebietsfläche von 2,741 km².
Einige Bekanntheit erlangte Ronhof mit dem Sportstadion der damaligen SpVgg Fürth 1903, das nach seiner Errichtung in den 1910er Jahren lange Zeit als das größte Sportgelände im Deutschen Reich galt.
Die Gemeinde Ronhof wurde am 1. Juli 1927 nach Fürth eingemeindet.
Mit dem Überbau des Ludwig-Donau-Main-Kanales ab 1950 durch die Bundesautobahn 73 (Frankenschnellweg) bekam der Stadtteil 1972 einen eigenen Autobahnanschluss.

### Baudenkmäler
- Ronhofer Hauptstraße 192: Wohnstallhaus[15]
- Ronhofer Hauptstraße 200: Wohnstallhaus[15]

ehemalige Baudenkmäler
- Ronhofer Hauptstraße 176: Erdgeschossiges Wohnstallhaus von 1803, Sandsteinquader, mit flachen Ecklisenen und Gesimsen. Dreigeschossiger Straßengiebel mit Eckvoluten und Zierpostament; Kartusche bezeichnet „JLS 1803“.[16]
- Ronhofer Hauptstraße 183: Erdgeschossiges Wohnstallhaus von 1836, Sandsteinquader; traufseitig zur Straße. Inschriftkartusche am Giebel bezeichnet „MB 1836“. Vierseitige Sandsteinpfeiler der Hofeinfahrt mit profilierten Gesimsen.[16]
- Ronhofer Hauptstraße 205: Zugehörige Scheune von 1790, Sandsteinquader, baulich teils erneuert, auch der verputzte Straßengiebel. Am Ronofer Weg Quader bezeichnet „1790 HE“.[16]
- Sacker Weg 6: Erdgeschossiges Wohnstallhaus, noch 18. Jahrhundert; Sandsteinquader. Traufseitig zur Straße. Südgiebel verputztes Fachwerk, Nordgiebel mit Ziegeln neu aufgeführt.[16]

### Einwohnerentwicklung
Gemeinde Ronhof
| Jahr      | 1818   | 1840   | 1852   | 1855   | 1861   | 1867   | 1871   | 1875   | 1880   | 1885   | 1890   | 1895   | 1900   | 1905   | 1910   | 1919   | 1925   |
| Einwohner | 148    | 159    | 180    | 191    | 190    | 176    | 168    | 184    | 202    | 225    | 219    | 218    | 239    | 267    | 338    | 413    | 502    |
| Häuser    | 28     | 30     |        |        |        |        | 30     |        |        | 35     | 33     |        | 35     |        |        |        | 77     |
| Quelle    | [ 18 ] | [ 19 ] | [ 20 ] | [ 20 ] | [ 21 ] | [ 22 ] | [ 23 ] | [ 24 ] | [ 25 ] | [ 26 ] | [ 27 ] | [ 20 ] | [ 12 ] | [ 20 ] | [ 28 ] | [ 20 ] | [ 29 ] |

Ort Ronhof
| Jahr      | 001818 | 001840 | 001861 | 001871 | 001885 | 001900 | 001925 | 001950 | 001961 | 001970 | 001987 |
| Einwohner | 109    | 127    | 142    | 146    | 175    | 183    | 429    | 492    | 594    | 551    | 1042   |
| Häuser    | 21     | 23     |        |        | 27     | 26     | 66     | 65     | 102    |        | 206    |
| Quelle    | [ 18 ] | [ 19 ] | [ 21 ] | [ 23 ] | [ 26 ] | [ 12 ] | [ 29 ] | [ 30 ] | [ 31 ] | [ 32 ] | [ 1 ]  |

## Religion
Ronhof ist seit der Reformation evangelisch-lutherisch geprägt und war ursprünglich teils nach St. Michael (Fürth), teils nach St. Peter und Paul (Poppenreuth) gepfarrt, ab der ersten Hälfte des 20. Jahrhunderts der ganze Ort nach St. Michael, aktuell ist die Pfarrei Wilhelm-Löhe-Gedächtniskirche (Fürth) zuständig. Die Einwohner römisch-katholischer Konfession sind nach St. Christophorus (Fürth) gepfarrt.

## Infrastruktur
In Ronhof ist westlich des Frankenschnellwegs der Sportpark Ronhof (umgangssprachlich „der Ronhof“) des Traditionsvereins angesiedelt. Das Sportgelände des ehemaligen Vereins Tuspo Fürth (jetzt SpVgg Greuther Fürth) wurde 1976 erweitert.
Auch der Fürther Hauptfriedhof sowie das Hotel Mercure befinden sich in Ronhof.
Das Jugendstilgebäude der Pestalozzischule wurde in jüngerer Zeit erweitert. Das Gebäude ist unsymmetrisch gestaltet und greift zum Teil Formen der Renaissance auf, ohne dass die klassischen Proportionsregeln beachtet wurden. An der Westseite ist die originale Einfriedung erhalten.

## Verkehr
Mehrere Buslinien der infra Fürth des VGN binden Ronhof an die Fürther Innenstadt an. Durch die Erlanger Straße verkehren die Linien 173, 174 und 177, durch den Laubenweg die Linie 179 und entlang der Hans-Vogel-Straße und Im Stöckig die Linie 178. Die Linie 33 fährt über Steingartenweg über Jenaer Str. in Richtung Nürnberg Flughafen.